# Никарагва на Светском првенству у атлетици на отвореном 2015.
Никарагва је учествовала  на Светском првенству у атлетици на отвореном 2015. одржаном у Пекингу од 12. до 30. августа. Представљао ју је један атлетичар који се такмичио у трци на 1.500 метара,.
На овом првенству Никарагва није освојила ниједну медаљу, али је оборен национални рекорд на 1.500 метара на отвореном за мушкарце.

## Резултати

### Мушкарци
| Атлетичар     | Дисциплина | Лични рекорд | Квалификације | Квалификације | Полуфинале           | Полуфинале           | Финале               | Финале       | Детаљи |
| Атлетичар     | Дисциплина | Лични рекорд | Резултат      | Место         | Резултат             | Место                | Резултат             | Место        | Детаљи |
| ------------- | ---------- | ------------ | ------------- | ------------- | -------------------- | -------------------- | -------------------- | ------------ | ------ |
| Ерик Родригез | 1.500 м    | 3:53,7       | 3:49,64 НР    | 14. у гр. 3   | Није се квалификовао | Није се квалификовао | Није се квалификовао | 39 / 40 (41) |        |